# Echinopsis rhodotricha
Echinopsis rhodotricha K.Schum. (Ехінопсис родотриха, ехінопсис рожевоволосий) — вид кактусів з роду ехінопсис (Echinopsis).

## Етимологія

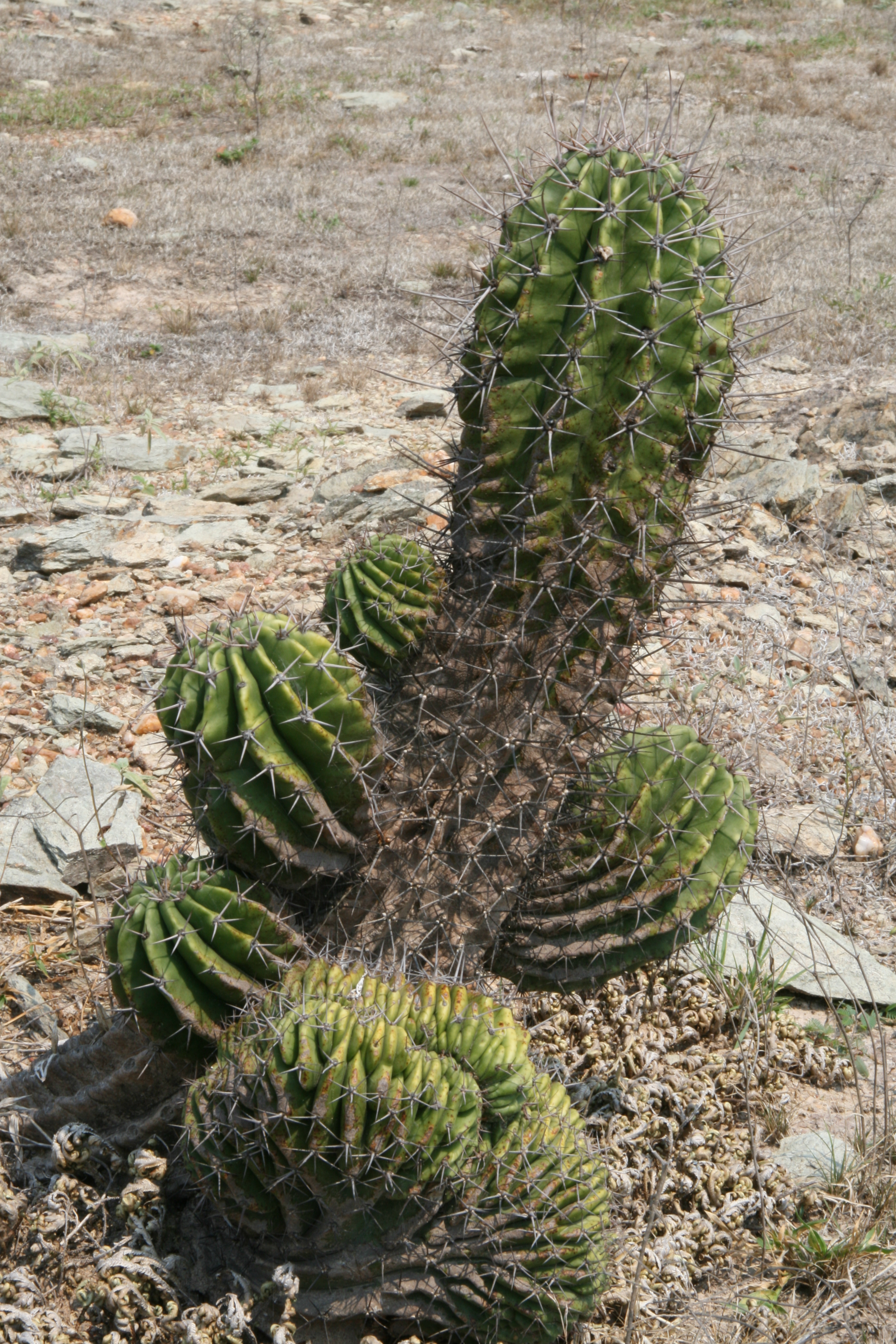
Echinopsis rhodotricha на південному заході Мату-Гросу-ду-Сул, Бразилія

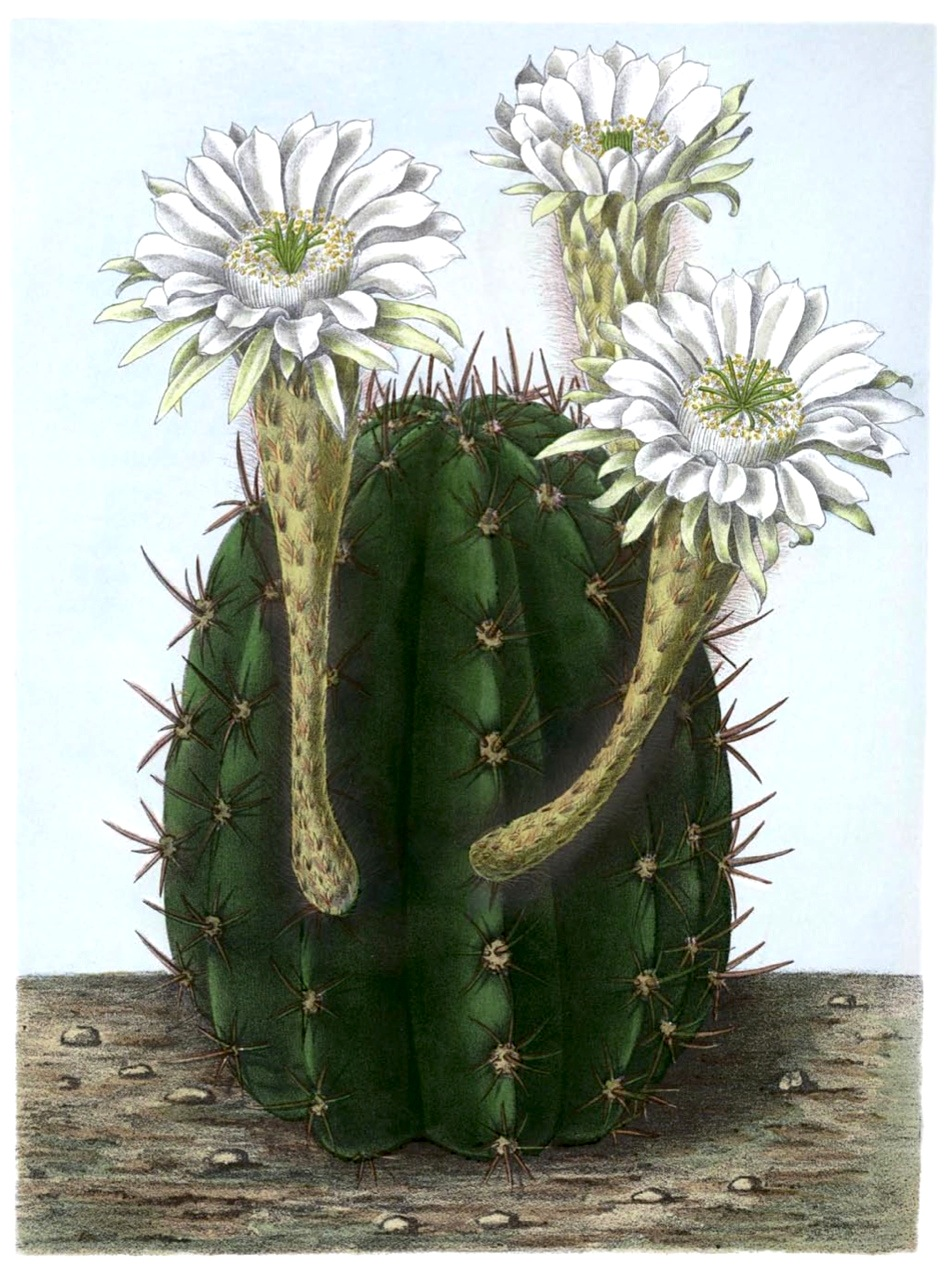
Ілюстрація Echinopsis rhodotricha у виданні 1904 року К. Шумана, М. Гюрке і Ф. Фаупеля «Blühende Kakteen» («Квітучі кактуси»)

Видова назва складена з лат. rhodina — рожевий та грец. τριχα (tricha) — волос, ворса, що відноситься до кольроу та будови колючок..

## Ареал
Росте на півночі Аргентини (провінції Чако, Коррієнтес, Ентре-Ріос, Формоса, Сальта, Санта-Фе, Сантьяго-дель-Естеро), Болівії, Бразилії (штат Мату-Гросу-ду-Сул), в Парагваї (Чако і східні регіони) і Уругваї.

## Екологія
Росте на луках і в лісах на піщаних ґрунтах, на відкритих майданчиках з чагарниками і низькими рослинами. Мешкає на висотах від 0 до 500 м над рівнем моря.

## Морфологічний опис
Рослини зазвичай утворюють зарості з прямими або висхідними гілками.
Стебла циліндричні, тьмяно сіро-зелені, 30-80 см заввишки, до 9 см в діаметрі.
Епідерміс — тьмяно-сіро-зеленого відтінку.
Ребер — 8-18, низькі, злегка хвилясті.
Ареоли розташовані на відстані 1.5-2.5 см один від одного.
Колючки жовтуваті з коричневими кінчиками.
Центральних колючок — 0-1, загнута злегка вгору, до 2.5 см завдовжки.
Радіальних колючок — 4-8, які суперечать, злегка зігнуті, до 2 см завдовжки.
Квіти білі, до 15 см завдовжки.

## Підвиди
Визнано два підвиди Echinopsis rhodotricha:
- Echinopsis rhodotricha subsp. rhodotricha

Ребер — має 8-13.
Радіальних колючок — 4-7.
Ареал зростання — зустрічається в Парагваї і північно-східній Аргентині.
- Echinopsis rhodotricha subsp. chacoana

До 1995 р. був самостійним видом Echinopsis chacoana (укр. Ехінопсис чакоанський): Ребер — 12-18.
Ареал зростання — зустрічається в Північчному Чако в Парагваї.

## Охорона у природі
Echinopsis rhodotricha входить до Червоного списку Міжнародного Союзу Охорони Природи, стан — в найменшому ризику.
Цей вид має досить широкий ареал. Популяції стабільні. Присутній на декількох природоохоронних територіях. Великих загроз для цього виду немає. Тим не менш, випас худоби може вплинути на стан його популяцій.

## Використання
Echinopsis rhodotricha використовується в лікувальних цілях; тубільці Мака використовувати його для лікування вітряної віспи та кору. Деякі тварини, як тапір і кілька видів диких свиней споживають цей кактус. Це також джерело води для споживання людиною. У Lengua-Maskoy тубільці використовують його для магічних цілей.